# Кучер Оникій Тимофійович
Они́кій Тимофі́йович Кучер (нар. 1900, село Степанці, Канівський повіт, Київська губернія — пом. 22 листопада 1921, містечко Базар, Базарська волость, Овруцький повіт, Волинська губернія) — козак 2-ї бригади 4-ї Київської дивізії Армії УНР, Герой Другого Зимового походу.

## Життєпис
Народився в 1900 році у селі Степанці Канівського повіту Київської губернії в українській селянській родині.
Освіта вказана як «сільська».
Не входив до жодної партії.
В Армії УНР з 1920 року. Під час Другого Зимового походу — козак 2-ї бригади 4-ї Київської дивізії.
Потрапив у полон 17 листопада 1921. Розстріляний більшовиками 22 листопада 1921 року у місті Базар.
Реабілітований 27 квітня 1998 року.

## Вшанування пам'яті
- Його ім'я вибите серед інших на Меморіалі Героїв Базару.